# Trstenik (gmina Kranj)
Trstenik – wieś w Słowenii, w gminie miejskiej Kranj. W 2018 roku liczyła 437 mieszkańców. 